# Alcaloid

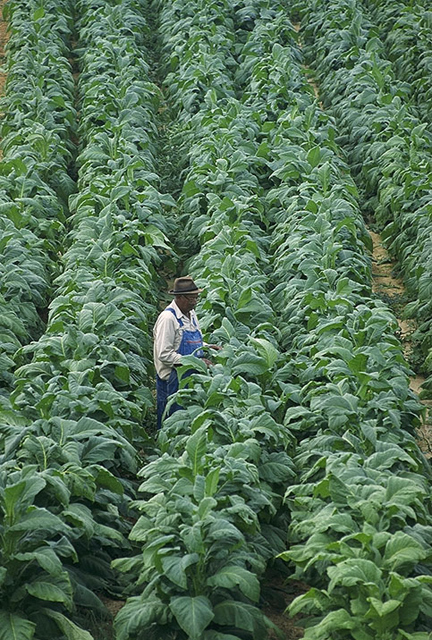
Plantație de tutun (Nicotiana tabacum), sursa nicotinei. Nicotina este cel mai consumat alcaloid din lume, pentru scopuri nemedicale, alături de cofeină.

Alcaloizii (fr. alcali; gr. eidos- aspect) sunt substanțe organice heterociclice cu azot, de origine vegetală, cu caracter bazic, rezultate în urma metabolismului secundar al plantelor, care dau reacții caracteristice și au acțiune asupra organismelor animale, de cele mai multe ori de natură toxică. În funcție de proveniența atomului de azot și de calea biosintetică se pot clasifica în:
- alcaloizi propriu-ziși
- pseudoalcaloizi
- protoalcaloizi
- N-oxizi ai alcaloizilor

Noțiunea de alcaloid s-a stabilit la începutul secolului al XIX-lea, (Meissner, 1818). Prin alcaloizi se înțelegea în trecut toate substanțele azotate cu caracter bazic, care aveau acțiune fiziologică asupra organismelor animale. În grupa alcaloizilor se găseau astfel unele amine, amide, aminoalcooli, aminoacizi, purine etc.

## Istoric
Acțiunea toxică sau curativă a plantelor medicinale a fost cunoscută din cele mai vechi timpuri, încă din vremurile preistorice, după cum consideră arheologii Arlette Leroi Gourhan și Ralph Salecki. Aceștia au descoperit într-o zonă situată la nord de Bagdad, alături de rămășițe umane, de tipul celor din Neanderthal, urme de plante cunoscute pentru proprietățile lor medicinale. Or, după cum se știe omul din Neanderthal a trăit acum cel puțin 60000 ani. Omul primitiv a separat produsele toxice, de cele folositoare pentru alimentație, el întâlnindu-se la fiecare pas cu diferite acțiuni și a căutat în jurul lor tot ceea ce îi putea alina durerile cînd era bolnav.
Cucuta se cunoștea din vremea lui Socrate și grecii administrau o băutură cu extract de cucută condamnaților la moarte. Efectul stimulant al frunzelor de coca (Erytroxylon coca) era cunoscut de poporul incaș, care folosește aceste frunze pentru mărirea rezistenței fizice. Amerindienii cunoșteau de multă vreme rolul excitant și defatigant al frunzelor mestecate de coca, dar și efectele dezastruoase asupra organismului în momentul când era introdusă în organism în doze prea mari. Din acest motiv ei mestecau aceste frunze , în maniera indicată de practicile tradiționale, spre a înfrânge foamea și în special oboseala dată de distanțele imense. Poetul Abraham Cowley compune la vremea sa chiar un poem, dedicat virtuților acestei plante, care se încheie cu următoarele trei versuri:
Trei frunze ajung pentru 6 zile de marș
Omul din Quito înzestrat cu această provizie
Poate străbate întinșii Anzi, scăldați în nori.
Tot ei cunoșteau proprietățile antimalarice ale scoarței de Cinchona succirubra, după cum semnalează un călugăr augustin, Calaugha, care în 1639 publică într-o carte religioasă apărută în Spania următorul fragment:
In regiunea Loxa crește un arbore pe care locuitorii îl numesc arborele de friguri, și a cărui coajă, de culoarea scorțișoarei, transformată in pulbere și administrată într-o cantitate echivalentă cu greutatea a două monede mici de argint și dizolvată într-o băutură, vindecă febra și accesele ei ; ea a dat rezultate miraculoase în Lima .
Opiul, un produs rășinos obținut din capsulele macului, era folosit din cele mai vechi timpuri. În antichitate Teofrast, și Nicandros fac referințe la otrăvirea cu opiu, Nicandros fiind primul care ne lasă o descriere sumară a intoxicației: cel care bea o băutură în care intră și suc de mac, cade într-un somn profund; membrele i se răcesc, ochii devin ficși, o sudoare abundentă apare pe corp, fața devine palidă, buzele i se umflă, ligamentele maxilarului inferior se relaxează , unghiile devin livide, ochii îi cad in orbite. Cu toate acestea, nu trebuie să te sperii de acest aspect, însă trebuie să îi administrezi repede bolnavului o băutură caldă, preparată din vin amestecat cu miere și să i se scuture corpul cu energie, astfel ca bolnavul să vomite.
Dioscorides, în secolul I e.n., cunoștea perfect metoda de colectare și preparare a opiului, iar recomandările sale pentru prepararea siropului de mac, numit diacodion, sunt în esență nemodificate în farmacopeile moderne. Celebra băutură a zeilor din Olimp, cunoscută și sub denumirea de ambrozie, este mai mult ca sigur că nu a fost altceva decât un obișnuit decoct de hașiș.
Aceeași băutură investită cu aceleași virtuți de imortalitate o găsim și în mitologia hindusă sub denumirea de amrita. O altă băutură celebră a mitologiei elene –nephentes- și care mult timp a fost considerată ca fiind un produs al imaginației prodigioase a lui Homer, există ca atare. Această băutură dând uitare durerii și necazurilor, după cum se precizează în Odiseea, nu este decât un produs pe bază de opiu. Tot in Odiseea se precizează că această băutură intră în Grecia prin Elena, celebra soție a regelui spartan Menelaos, care la rândul ei o primește de la egipteanca Polydamna, soția lui Thomis, căci în Egipt în special pământul roditor produce un mare număr de plante, unele salutare altele mortale. Grație papirusului descoperit in 1873 de Georg Moritz Ebers și care datează din anul 1550 î.e.n., respectiv din cea de a XVIII-a dinastie găsim dovezi incontestabile despre cunoașterea de către urmașii lui Amenophis I a virtuților halucinogene și sedative ale opiului. Acest papirus care pe bună dreptate poate fi considerat cel mai vechi tratat de medicină al omenirii, menționează existența a circa 700 de remedii, între care intră cele pe baza de opiu, toate consemnate in papirusul Ebers. Vechii cretani adorau pe o așa numită zeiță a macilor, care era Mnemosyne și care în același timp era și mama Muzelor, iar macul, respectiv Papaver somniferum, este după cum știm depozitarul a numeroase principii halucinogene. Plinius cel Bătrîn descrie în celebra sa carte Istoria naturală efectele semințelor de mac, planta pe care o așază în categoria ierburilor care aduc înaintea ochilor fantome și iluzii distractive și agreabile.

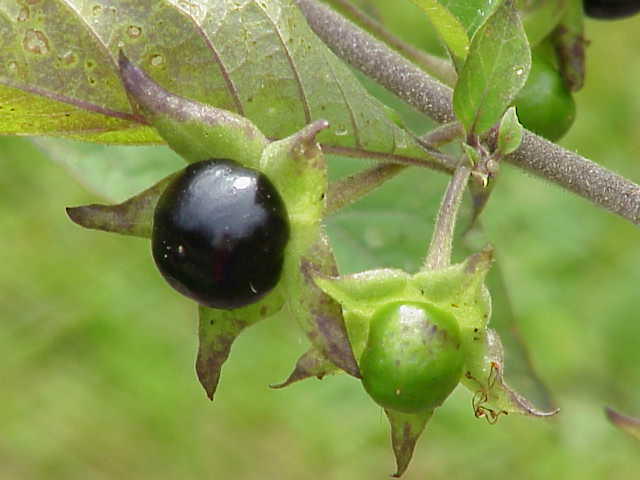
Fruct de Atropa belladona

Otrăvitorii de profesie din Evul Mediu întrebuințau adesea plante otrăvitoare ca belladona, pentru a produce un tip de intoxicație adeseori cu acțiune prelungită. Acest fapt l-a determinat pe Linné să numească planta Atropa belladona, după Atropos, una dintre cele 3 ursitoare, cea care taie firul vieții. În anul 1817 farmacistul Sertürner, din Hanovra, atrage atenția asupra pricipului extras din opiu, pe care îl denumește morphium după Morfeu, zeul nopții și al somnului, care subliniază efectul de bază al morfinei. Odată cu această descoperire, putem spune că începe cu adevărat studiul alcaloizilor, iar de acești compuși azotați își leagă numele numeroși oameni de știință: chimiștii și farmaciștii Pelletier și Caventou, Woskressenski, Dumas, Robiquet, Laurent, Gerhardt, Lassaigne, Roussin, Tanret. În 1818 Caventou și Pelletier descoperă stricnina, pe care o izolează din nuca vomică (Nux vomica). În 1820 Runge găsește chinina în scoarța de quinquina (Cinchona succirubra) și cofeina în cafea (Coffea arabica). În 1827 Gieseke reușește să extragă coniina din cucută (Conium maculatum), Passell și Reinmann separă nicotina (1828) din frunzele de tutun (Nicotiana tabacum), iar în 1831 Mein obține atropina prin tratarea beladonei.

### Tabel cu principalii alcaloizi și datele descoperirilor acestora
| Alcaloidul           | Anul descoperirii | Descoperitorii                                                       |
| -------------------- | ----------------- | -------------------------------------------------------------------- |
| Morfină              | 1803              | Séguin și Courtois (simultan), Derosne; Izolată în 1804 de Sertürner |
| Narcotină            | 1817              | Robiquet                                                             |
| Stricnină            | 1818              | Pelletier, Caventou; formula de Sir Robert Robinson în 1946          |
| Chinină              | 1818              | Pelletier, Caventou                                                  |
| Brucină              | 1818              | Pelletier, Caventou                                                  |
| Cofeină              | 1820              | Runge, Robiquet                                                      |
| Coniină              | 1827              | Gieseke                                                              |
| Nicotină             | 1827              | Passelt, Reinmann                                                    |
| Atropină             | 1831              | Mein, Geiger, Hessh                                                  |
| Narceină             | 1832              | Pelletier                                                            |
| Codeină              | 1832              | Robiquet                                                             |
| Teobromină           | 1842              | Woskressenski                                                        |
| Papaverină           | 1848              | Merck                                                                |
| Cocaină              | 1862              | Albert Niemann                                                       |
| Apomorfină           | 1870              | Matthiesen, Wright                                                   |
| Pilocarpină          | 1875              | Gerard, Hardy                                                        |
| Arecolină            | 1881              | Jahns                                                                |
| Teofilină            | 1888              | Kassel                                                               |
| Scopolamină          | 1892              | Shmidt                                                               |
| Yohimbină            | 1896-1897         | Spiegel și Thomas                                                    |
| Lobelină             | 1921              | Wieland                                                              |
| Alcaloizii din ergot | 1918-1950         | Jacobs, Stoll                                                        |
| Platifilină          | 1935              | Konovalova și Orehov                                                 |
| Reserpină            | 1954              | Schlihler și colab.                                                  |

## Răspândire
În majoritatea cazurilor, alcaloizii au fost izolați din Angiospermae, 10-15% din aceste plante putând sintetiza alcaloizii, unele familii având chiar o tendință pronunțată de biosinteză: Annonaceae, Apocynaceae, Asteraceae (subfamilia Senecioneae), Berberidaceae, Boraginaceae, Convolvulaceae, Erytroxylaceae, Loganiaceae, Magnoliaceae, Papaveraceae, Solanaceae, (Dicotiledonate), Amarylidaceae și Liliaceae (Monocotiledonate).
Cantitățile în care se găsesc alcaloizii variază în limite foarte largi, de obicei în plante se găsesc amestecuri de alcaloizi în care un alcaloid este majoritar. Alcaloizii au o răspândire inegală în organele plantelor:
atropina - 0,30% în frunze, 0,45% în rădăcini;
chinina - prezentă numai în scoarță, lipsește în frunze.
Deși majoritatea alcaloizilor sunt izolați din regnul vegetal, s-a confirmat existența lor și în regnul animal: ordinul Urodales (salamandre), sau Anourales (broaște) genurile Buffo, Phyllobates ( potențial neurotoxic), Arthropode, Coleoptere, Neuroptere, Myriapode, Spongieri.

## Localizare
Alcaloizii se găsesc în vacuolele plantelor, sub forma de săruri cu diferiți acizi (acid benzoic, citric, meconic, tartric. etc), sau în combinații tanice, însă se mai pot găsi și sub formă de baze cuaternare sau terțiare .
Acizii organici care formează cel mai frecvent săruri cu alcaloizii sunt:

Acid aconitic (propan-1,2,3-tricarboxilic)
Acid cafeic ((3Z)-4-(3,4-dihidroxifenil)but-3-enoic)
Acid chelidonic (4-oxo-4H-piran-2,6-dicarboxilic)
Acid chinic (1,3,4,5-tetrahidroxiciclohexanecarboxilic)
Acid citric (2-hidroxipropan-1,2,3-tricarboxilic)
Acid fumaric ((2Z)-but-2-enedioic)
Acid malic (hidroxisuccinic)
Acid meconic (3-hidroxi-4-oxo-4H-piran-2,6-dicarboxilic)
Acid tartric (2,3-dihidroxisuccinic)
Acid veratric (3,4-dimethoxibenzoic)

## Structura
Alcaloizii au cel puțin un atom de azot heterociclic, acesta fiind de cele mai multe ori terțiar, mai rar cuaternar. Heterociclurile se pot condensa între ele sau cu alte cicluri astfel încât moleculele alcaloizilor pot deveni de tip policiclic sau macrociclic. Datorită grefării pe nucleu a numeroase grupări funcționale, unii alcaloizi pot prezenta caracter fenolic (morfina), alții de tipul atropinei , reserpinei pot forma esteri, eteri (codeina) sau alcaloizi glicozidati (solanina din cartof). De obicei au activitate optică, fiind levogiri (cei mai des întâlniți și cu cea mai mare activitate farmacologică) sau dextrogiri, activitate imprimată de atomii de carbon ai acizilor cu care se esterifică: (acidul tropic, în cazul hiosciaminei și scopolaminei). Și orientarea substituenților în pozițiile S sau R conferă modificarea acțiunii farmacologice (chinina - 8S, 9R este antimalaric, în timp ce chinidina - 8R 9S este antiaritmic clasa 1A, conform clasificării lui Vaughan Williams).

## Clasificare
În mod curent alcaloizii se clasifică atât pe criteriul structurii chimice, cât și pe cel al originii lor. Astfel, alcaloizii cunoscuți se împart în următoarele categorii:
| Grup                                    | Reprezentanți |
| --------------------------------------- | --- |
| Derivați de piridină                    | piperină, coniină, trigonelină, arecaidină, guvacină, pilocarpină, citisină, nicotină, sparteină, peletierină |
| Derivați de pirolidină                  | higrină, cuscohigrină |
| Derivați de tropan                      | atropină, cocaină, ecgonină, scopolamină |
| Derivați de chinolină                   | chinină, chinidină, dihidrochinină, dihidrochinidină, stricnină, brucină, veratrină, cevadină |
| Derivați de izochinolină                | Alcaloizii din opiu: morfină, codeină, tebaină, papaverină, narcotină, sanguinarină, narceină, hidrastină, berberină |
| Derivați de fenetilamină                | mescalină, efedrină |
| Derivați de indol                       | - Derivate de triptamină: dimetiltriptamină (DMT), NMT, psilocibină, serotonină, melatonină - Ergoline: alcaloizii din ergot: ergină, ergotamină, acid lisergic, etc.; derivați ai acidului lisergic (LSD) - Beta-carboline: harmină, yohimbină, reserpină, emetină |
| Derivați de purină                      | Derivați de xantină: cofeină, teobromină, theofilină |
| Terpene                                 | - Din aconit: aconitină - Steroli: solanină, samandarină |
| Derivați de betaină (cu azot cuaternar) | muscarină, colină, neurină |

După precursorul biosintetic, alcaloizii pot fi grupați în :
| Precursor                    | Reprezentanți - tipul de alcaloid |
| ---------------------------- | --- |
| Ornitină                     | alcaloizii pirolidinic, pirolizidinici si tropanic |
| Lisină                       | alcaloizii piperidinici, piridinici, chinolizidinici |
| Fenilalanină și Tirosină     | alcaloizii izochinolinici, galantaminici; tot din acești precursori provin și unii protoalcaloizi (efedrina, catinona, capasaicina) și betalaine (indicaxantina) |
| Triptofan                    | alcaloizii indolici de diferite tipuri: eserinic, beta carbolinic, yohimbanic, stricninic, lisergic, dar și protoalcaloizii psilocina și psilocibina             |
| Acid antranilic              | alcaloizii acridinici și chinazolonici |
| Histidină                    | alcaloizii imidazolici |
| Acid mevalonic sau AcetilCoA | alcaloizii terpenici și sterolici |
| Baze purinice                | alcaloizi purinici |

## Proprietăți fizice
Proprietățile diferă în funcție de prezența sau absența oxigenului în structura lor, dar și de forma în care se găsesc. Alcaloizii oxigenați sunt cristalizați, incolori, cu excepția berberinei (colorată în galben) sanguinarinei (culoare roșie). Au gust puternic amar și sunt optic active. Sunt solubili în solvenți apolari (eter, benzen, cloroform), sunt insolubili sau parțial solubili in apă.
Alcaloizii cuaternari și pseudoalcaloizii sunt solubili în apă și în alcool, insolubili în solvenți organici apolari.
Alcaloizii sub formă de săruri sunt substanțe solide, cristalizate, fără miros, cu gust foarte amar si puncte de topire nete, solubile în apă și în alcool.

## Proprietăți chimice
Însuși denumirea lor de alcaloizi, care derivă din arabul al-kaly (sodă), arată principala lor proprietate, bazicitatea. Aceasta variază în limite foarte largi și este imprimată de perechea de electroni ai atomului de azot, de sistemul heterociclic, de prezența unor duble legături și de grupele electrofile adiacente azotului. Dacă în jurul atomului sunt grupe alchil (grupe respingătoare de electroni) bazicitatea crește. Grupările atrăgătoare de electroni (carboxil) reduc disponibilitatea electronilor de la atomul de azot, implicit reducînd bazicitatea sau chiar anulând-o. Datorită bazicității, soluțiile apoase de alcaloizi sunt instabile, fapt de care trebuie ținut cont la extracția lor. Pentru extracția, purificarea și conservarea lor, se utilizează acizi minerali (azotic, clorhidric, sulfuric), iar din aceste soluții sunt deplasați prin intermediul unor baze (amoniac, sau hidroxizi alcalini).

## Extracție, identificare, dozare
Trebuie ținut cont de natura și structura lor; astfel:
- Antrenarea cu vapori de apă (alcaloizi volatili) se aplică pentru coniină, nicotină, sparteină
- Extracția cu solvenți apolari (benzen, cloroform, eter) se aplică alcaloizilor terțiari. Această operație cuprinde două etape:

1.deplasarea alcaloizilor sub formă de baze
2.extracția propriu-zisă și purificarea (se efectuează la rece, prin agitare și extracție repetată, în aparat Soxhlet, iar la alegerea solventului trebuie ținut cont de toxicitatea acestuia, inflamabilitate, ușurința recuperării acestuia pentru o refolosire ulterioară.
- Extracția cu solvenți polari (alcool concentrat sau 40-70%) se efectuează la rece (macerare, percolare) sau la cald (refluxare)

### Purificarea alcaloizilor
Are loc prin mai multe procedee
- Ușurința de deplasare a alcaloizilor bază în alcaloizi sare (cu ajutorul acizilor anorganici sau organici), sau din alcaloid-sare în alcaloid bază (prin alcalinizare la pH 8-9) și extracție cu solvent apolar
- Reținerea pe rășini schimbătoare de ioni, urmată de eluția de pe acestea cu acizi tari
- Precipitarea sub formă de iodomercurați, reineckați, picrați.

### Identificare
Se face prin reacții de precipitare cu reactivii generali (care conțin metale sau metaloizi: mercur, bismut, wolfram, iod)
Reactivii generali de precipitare sunt alcătuiți din:
- ioduri complexe
- acizi anorganici complecși
- săruri ale metalelor grele
- combinații organice sau anorganice

Toți alcaloizii dau cu acești reactivi precipitate albe, galbene sau portocalii-brune.
| Denumirea reactivului | Compoziție chimică                                                                                | Culoarea precipitatului                                                         |
| --------------------- | ------------------------------------------------------------------------------------------------- | ------------------------------------------------------------------------------- |
| BOUCHARDAT            | Sol. apoasă de iod iodurat                                                                        | brun-roșcat                                                                     |
| DRAGENDORFF           | Sol. apoasă de tetraiodobismutat de potasiu                                                       | roșu-portocaliu sau galben-portocaliu, solubil in alcool, eter si alți solvenți |
| MAYER- VELTZER        | Sol. apoasă de tetraiodomercurat bipotasic cu adaos de cloralhidrat                               | alb, devine gălbui, cristalin sau microcristalin, solubil în alcool             |
| BERTRAND              | Sol. apoasă de acid silicowolframic                                                               | alb, alcaloidul este eliberat din complex cu hidroxizi alcalini                 |
| MARME                 | Sol. apoasă de iodură dublă de potasiu și cadmiu                                                  | galben-roșu în prezența acidului sulfuric diluat                                |
| SCHULTZE              | Acid fosfoantimonic in prezență de acid fosforic sau acid sulfuric concentrat                     | alb                                                                             |
| REINECKE (SARE)       | Sarea de amoniu a acidului cromdiaminotetracianic în acid clorhidric diluat Cr(NH3)2(SCN)4NH4·H2O |                                                                                 |
| HAGER                 | acid picric 1%                                                                                    | galben, solubil la cald                                                         |
| KNORR                 | acid picrolonic 2%                                                                                | galben sau roșu, precipitat care se descompune la cald                          |
| IONESCU-MATIU         | Sol. saturată de acid picric în alcool 5% cu glicerină                                            | cristale galbene, caracteristice                                                |

Aceste reacții sunt specifice tuturor substanțelor azotate, dar și substanțelor neazotate care dau ioduri duble (cumarine, furanocromone, lignani), după cum există și alcaloizi care nu precipită cu acești reactivi (alcaloizii purinici). Există și reacțiile caracteristice (în general de culoare) care se folosesc pentru identificare:
- reacția Vitali-Morin folosită pentru alcaloizii tropanici: în prezența HNO3 fumans și a KOH alcoolic, se formează esteri nitrici sau nitroderivați, violeți (în prezență de acetonă crește stabilitatea - reacție utilizată în fotocolorimetrie)
- reacția murexidului - pentru alcaloizii purinici: clorat de potasiu în mediu de HCl (formare de acid purpuric), în prezență de amoniac se transformă în sarea de amoniu a acidului purpuric, de culoare roșie-violetă
- soluția de vanilal 1% în acid fosforic - identificarea glicoalcaloizilor.
- reacția Oberlin Zeisel: sol. de clorură ferică 1-5% în mediu de acid percloric - alcaloizii din Rauwolfia.
- radiațiile UV -alcaloizi din Chinae cortex după tratare cu acid formic.

### Dozare
- Metode în mediu apos (acidimetrice): se folosesc acizii sulfuric sau clorhidric, ca indicatori cei ce virează la pH neutru
- Metode în mediu neapos (protometrice): se aplică alcaloizilor baze slabe, în mediu de acid acetic glacial (are putere mare de dizolvare și constantă dielectrică mare), sau cloroform (grad mare de solubilizare). Ca titrant se folosesc soluția de acid percloric sau acid p-toluen sulfonic, ca indicatori: cristal violet, violet de metil, Sudan III.
- Metode gravimetrice: în cazul existenței unei cantități suficiente de alcaloizi. Se precipită alcaloidul cu soluții de: acid picric (reacția Hager), picrolonic (reacția Knorr), reacția Bertrand
- Complexonometrice: se precipită alcaloidul cu un exces de reactiv, exces care este titrat cu complexonă
- Reacția Ionescu-Matiu: are la bază precipitarea alcaloizilor cu reactiv Mayer-Veltzer, izolarea și mineralizarea precipitatului cu amestec sulfonitric, precipitarea cu nitroprusiat a sulfatului de mercur rezultat din mineralizare, izolarea și dizolvarea precipitatului in clorură de sodiu. Cantitatea de alcaloid se calculează in functie de cantitatea de mercur intrată în reacție
- Colorimetrice: utilizează diferiți reactivi, care dau colorații intense cu alcaloizii, colorații care pot fi citite:

-PABA (acid p-dietil aminobenzoic) cu alcaloizii lisergici - colorație violetă, sau gri-verzui
-Vitali-Morin (vezi mai sus)
-Fericianura de potasiu este redusă de morfină la ferocianură, iar aceasta în prezența clorurii ferice formează ferocianura ferică (albastru de Prusia)
- Spectrofotometrice: se folosesc radiațiile electromagnetice din regiunea UV (185-400 nm), vizibil (400-800 nm) sau IR (peste 800 nm)

## Acțiune farmacotoxicologică
Unii cercetători consideră că alcaloizii, datorită toxicității lor sunt substanțe de apărare ale plantelor împotriva dăunătorilor, ei fiind toxici pentru majoritatea animalelor (excepție iepurii care pot consuma frunze de Atropa belladonna, fără a suferi intoxicații datorita prezentei unei enzime numită tropanon esteraza). Alții consideră alcaloizii ca depozitare a azotului organic, există și ipoteza că ar avea un anumit rol în transformările biosintetice ale unor substanțe, sau mai nou că asigură protecția plantelor împotriva acțiunii nocive a oxigenului singlet 1O2. Datorită faptului că structura alcaloizilor este extrem de variată, și acțiunea lor este complexă:
- SNC: alcaloizii stimulanți (cofeină, stricnină), depresoare (morfină)
- SNV: alcaloizi simpatomimetici (cocaină efedrină), simpatolitici (yohimbină), anticolinergici (atropină), ganglioplegici (nicotină, sparteină)
- receptori adrenergici, dopaminergici sau serotoninergici (alcaloizii din Secale cornutum)
- Celulele maligne unde pot prezenta acțiune citostatică: vinblastina, vincristina)
- Paraziți (chinină)

### Toxicitatea alcaloizilor
Sunt substanțe foarte toxice, în doze relativ mici. Ei pot acționa asupra diferitelor sisteme:
- Vincristina are efecte neurotoxice centrale.
- Vinblastina (alcaloid antimitotic) este un puternic leucopeniant și determină tulburări gastrointestinale și neurologice
- Aconitina este toxic al centrilor bulbari
- Chinina și morfina determină depresie respiratorie.
- Cocaina și morfina determină farmacodependență